# Kingsley Schindler
Kingsley Schindler (ur. 12 lipca 1993 w Hamburgu) – niemiecki piłkarz ghańskiego pochodzenia występujący na pozycji napastnika w niemieckim klubie 1. FC Köln. Wychowanek Concordii Hamburg, w trakcie swojej kariery grał także w takich zespołach, jak TSG Neustrelitz, 1899 Hoffenheim II, Holstein Kiel oraz Hannover 96.